# Naučno-historická stezka v Radoli
Naučno-historická stezka v Radoli, slovensky Náučno-historický chodník v Radoli, je naučná stezka v obci Radoľa v okrese Kysucké Nové Mesto na severozápadním Slovensku. Nachází se také v Kysucké kotlině a Kysucké vrchovině v Žilinském kraji a regionu Kysuce.

## Historie a popis stezky
Naučno-historická stezka v Radoli má délku 2,8 km, převýšení cca 20 m a byla postavena v roce 2014. Zaměření je převážně na historii a kulturu Radoly. Stezka vede převážně po chodnících po trase zámek (kaštieľ) – zvonice (zvonica) – kaplička (kaplnka) – Starý hřbitov (Starý cintorín) – archeologická lokalita Koscelisko – zámek (kaštieľ).

### Informační panely na stezce
Na stezce je instalováno 8 informačních panelů:
1. Kaštieľ Radoľa
2. Zvonica
3. Kríž na Starej ceste
4. Kaplnka
5. Kríže na Starom cintoríne
6. Kríž pri Lipách
7. Koscelisko
8. Kamenný kríž u Papánovcov

## Další informace
Stezka je celoročně přístupná a navazuje na místní turistické trasy a cyklotrasy. V Radoli je také další kratší naučná stezka v Radoli (náučný chodník v Radoli).

## Galerie

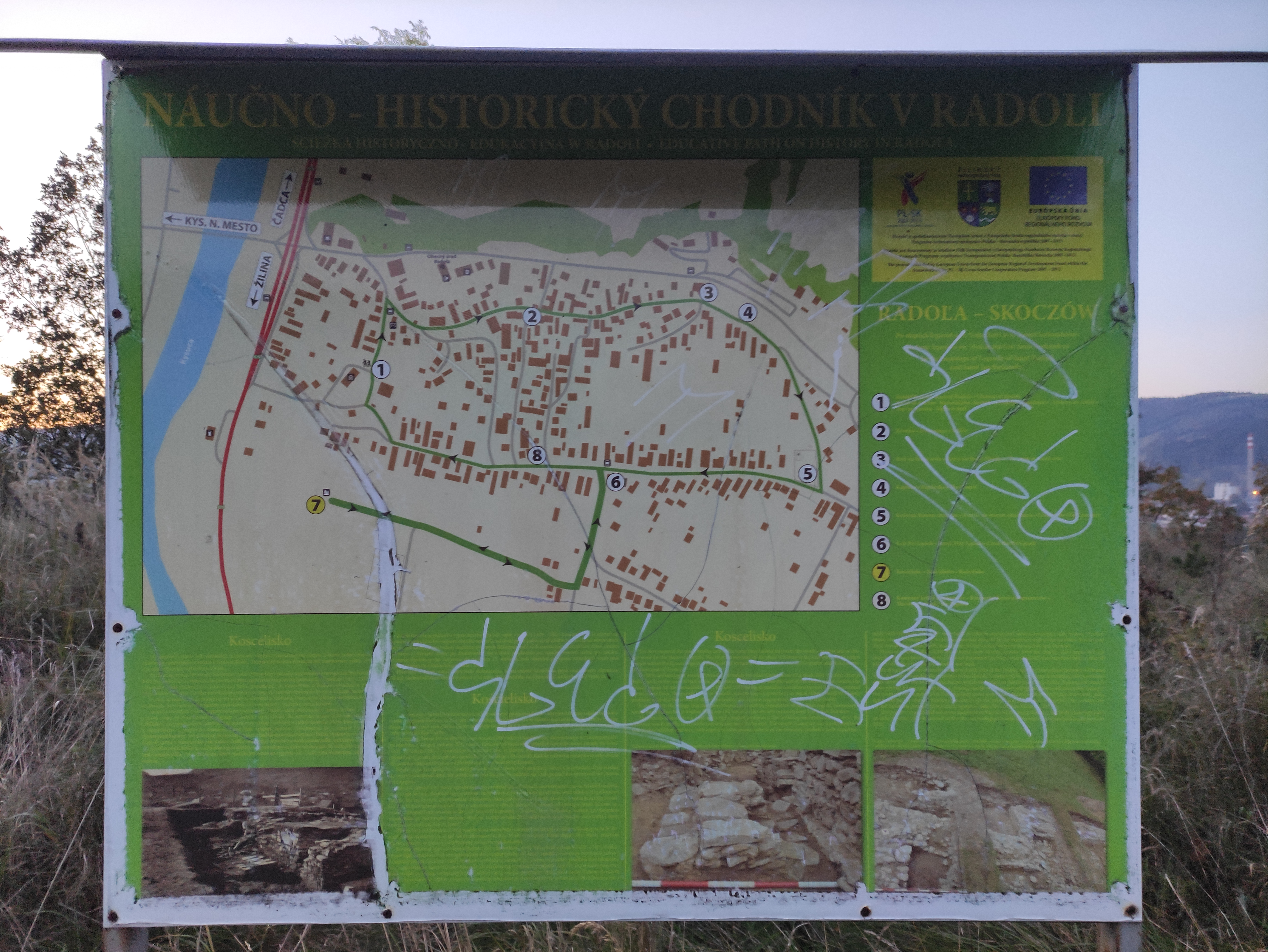
Vandaly poškozená mapa stezky
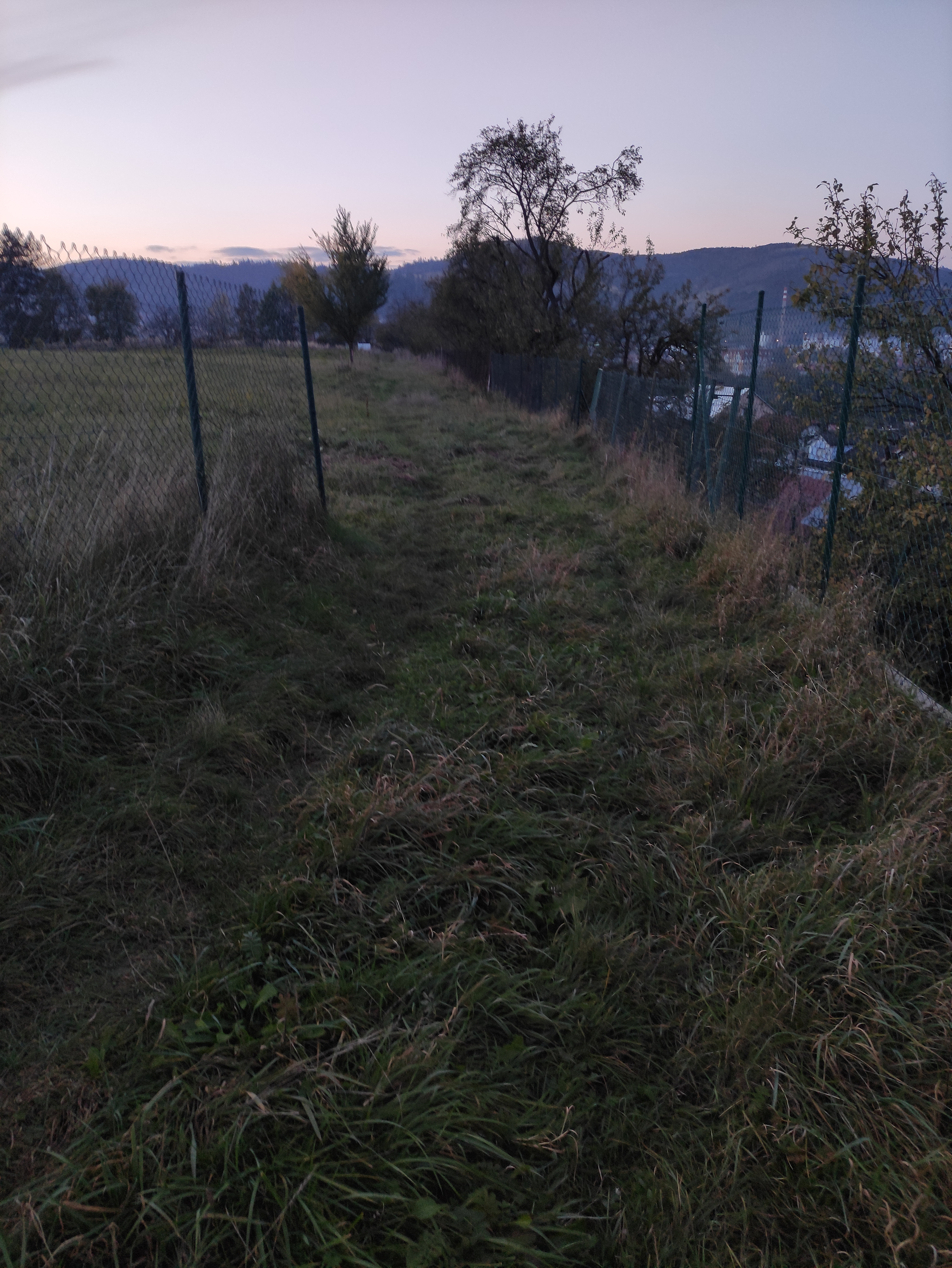